# Стело
Стело, на мові есперанто Stelo, букв. «зірка», множ. ч. Steloj- міжнародна грошова одиниця, що використовувалась рухом есперантистів у 1945-1993 рр.. Прототипом для стело послужив спесміло, грошова одиниця есперантистів, що існувала перед Першою світовою війною (деякі зображення для монет стели були запозичені з монет спесо). Універсальна ліга есперантистів (Universala Ligo), утворена у підпіллі в 1942 р., карбувала монети і купони з номіналом, вираженим в стело, і продавала їх як сувеніри.
|  |
|  |
|  |

Крім того, випускалися сувенірні поштові марки, номіновані в стело.
В 1977 р. для стело була встановлена фіксована вартість незалежно від інфляції: 1 нідерландський гульден був рівним 2 стело.
В 1993 р., у зв'язку з розпуском Універсальної ліги, стело також припинив існування.